# Donaueschingen (stacja kolejowa)
Donaueschingen – stacja kolejowa w Donaueschingen, w kraju związkowym Badenia-Wirtembergia, w Niemczech. Znajdują się tu 3 perony.